# Фото албум
Фото албум  (лат. albus — бело, бели лист) дословно серија фотографија које је нека особа или институција прикупила и сместила у неку врсте књиге. 
Књига са празним листовима коју треба испунити сликама, фотографијама или разгледницама.</ref> 
Раније су албуми били са картонским или платненим корицама и тврдим картонским страницама са прорезима у које се смештале слике или се лепиле лепком на страницу.
Новији албуми се производе и продају са различитим врстама корица и са различитим врстама страница са пластичним фолијама у које се уметају слике (фотографије).

## Историја
Први албуми се везују за 1850. годину (Конгресна библиотека у Вашингтону) и 1862.годину (приватни лични албум).